# 阿尔莫西塔
阿尔莫西塔，是西班牙安达卢西亚自治区阿尔梅里亚省的一个市镇。 总面积31km2, 总人口166人（2001年），人口密度5人/km2。